# José María Vergeles Blanca
José María Vergeles Blanca (Fuente del Maestre, Badajoz, 1969) es un médico y político español, diputado en la Asamblea de Extremadura. Ejerció como vicepresidente segundo de la Junta de Extremadura entre 2019 y 2023 y consejero de Sanidad y Servicios Sociales entre 2015 y 2023.

## Trayectoria
Nacido en Fuente del Maestre, es Doctor en Medicina y Cirugía por la Universidad de Extremadura, con la especialidad de Medicina Familiar y Comunitaria. Fue presidente de la Sociedad Extremeña de Medicina Familiar. Ha prestado sus servicios como médico en el Equipo de Atención Primaria del Centro de Salud Mérida-Norte.

## Cargos desempeñados
- Gerente del Área de Salud de Badajoz.
- Director General de Formación, Inspección y Calidad Sanitaria (2003-2007).
- Director General de Gestión del Conocimiento y Calidad Sanitaria (2007-2011).
- Consejero de Sanidad y Políticas Sociales (2015-2019).
- Diputado por Badajoz en la Asamblea de Extremadura (desde 2019).
- Consejero de Sanidad y Servicios Sociales (2019-2023).
- Vicepresidente segundo de la Junta de Extremadura (2019-2023).
- Presidente del Grupo Parlamentario Socialista en la Asamblea de Extremadura (desde 2024).